# 1867 Deiphobus
1867 Deiphobus eller 1971 EA är en trojansk asteroid i Jupiters lagrangepunkt L5. Den upptäcktes 3 mars 1971 av den argentinska astronomn Carlos U. Cesco vid Leoncito Astronomical Complex. Den har fått sitt namn efter Deiphobus i den grekiska mytologin.
Asteroiden har en diameter på ungefär 118 kilometer.